# Viborg Flyveplads
Viborg Flyveplads (ICAO: EKVB) er en flyveplads beliggende fire km fra Viborgs centrum.
Flyvepladsen blev etableret i 1964 og officielt indviet den 9. maj 1965. Viborg Kommune købte arealet og overdrog det til Viborg Flyveklub, med den betingelse at klubben skulle opføre en flyveplads inden fem år. Dog skulle der kun gå et års tid før banerne var klar til indvielse. Hele entreprenørarbejdet blev gjort med hjælp fra Jyske Ingeniørregiment i Randers. Soldaterne brugte projektet som en øvelse.
| Citat | Dette er den smukkest beliggende flyveplads, jeg endnu har set i Danmark.. Inspektøren fra Luftfartstilsynet under prøveflyvninger og godkendelse af banerne i 1964. | Citat |
|       | |       |

'Fællesforeningen Viborg Flyveplads' som er koncessionsindehaver har ansvaret for den daglige ledelse og drift af flyvepladsen, overholdelse af foreskrifter efter bl.a. luftfartsmyndigheder samt eventuelle øvrige aktiviteter på arealerne. Viborg Kommune ejer arealerne.
Fællesforeningen består af flyvepladsens brugere: Viborg Flyveklub, Viborg Svæveflyveklub og Midtjysk Faldskærmsklub.